# 三条駅 (香川県)
三条駅（さんじょうえき）は、香川県高松市上之町二丁目にある高松琴平電気鉄道琴平線の駅である。駅番号はK04。

## 駅構造
相対式ホーム2面2線の地上駅。以前は有人駅であったが、2022年4月29日から無人駅となった。
| 番線 | 路線    | 方向 | 行先               |
| ---- | ------- | ---- | ------------------ |
| 1    | ■琴平線 | 上り | 瓦町・高松築港方面 |
| 2    | ■琴平線 | 下り | 一宮・琴電琴平方面 |

ホームは5両編成まで対応していて、2両分の屋根が設置してある。ホームのベンチには座布団が置かれている。駅建屋は1番線琴平方に設置。途中下車指定駅。
当駅から太田駅までは複線となっている。
名称こそ三条駅であるが当駅が位置しているのは三条町ではなく上之町であり、三条町の中心からも北寄りに離れた場所に位置している。ただし、その三条町は古代条里制に由来する町名であり、讃岐国では東から西へ数えた「条」は南北に長い土地の区画を表す位置表示である。同じく南北に細長い琴平線の場合も起点から仏生山までの全線はかつての「香東郡三条」に収まっていることから、この駅名は僭称的用法とはいえども、古くの本来の意味では全く間違いというわけではない。

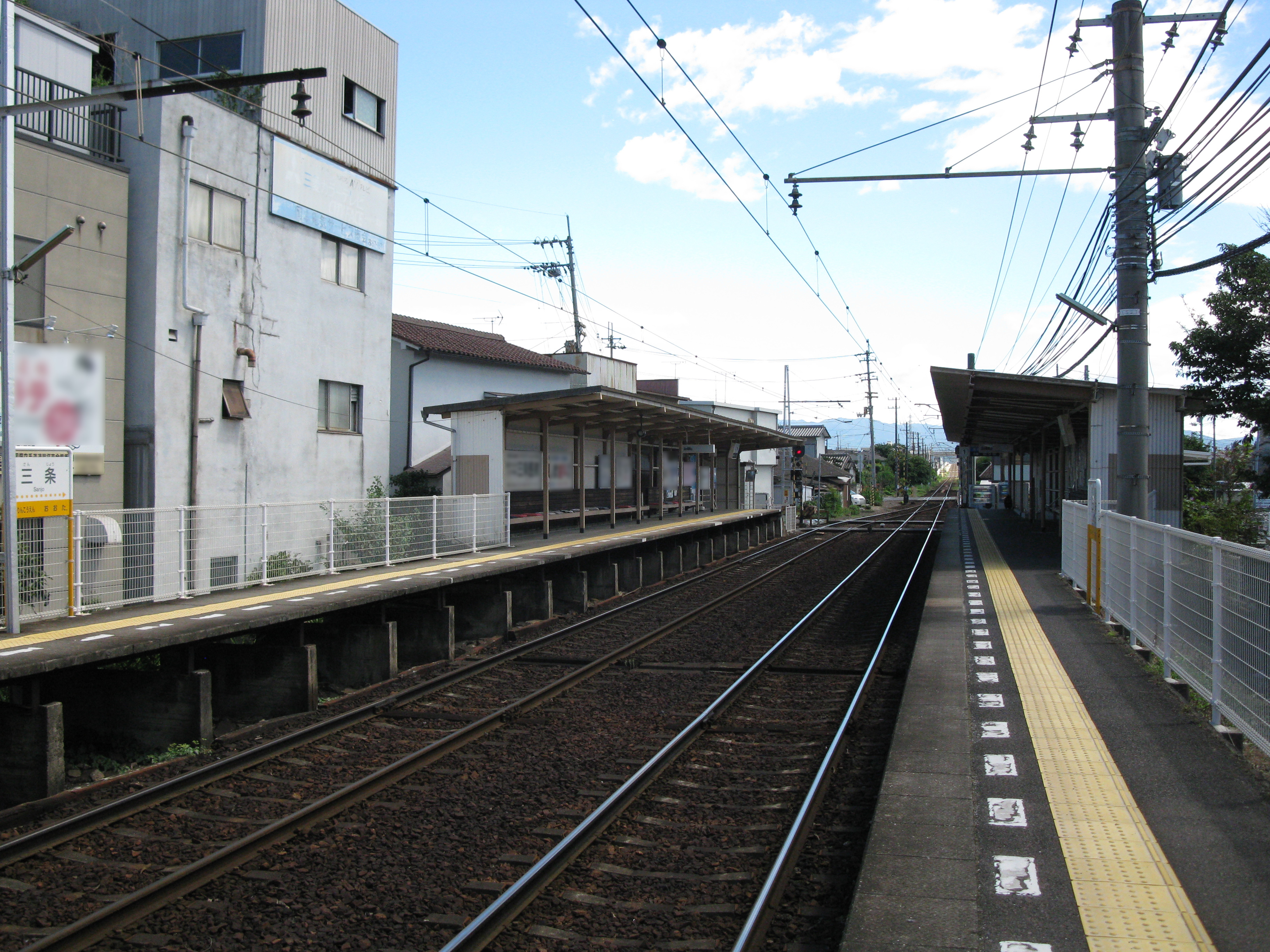
構内（2010年8月）
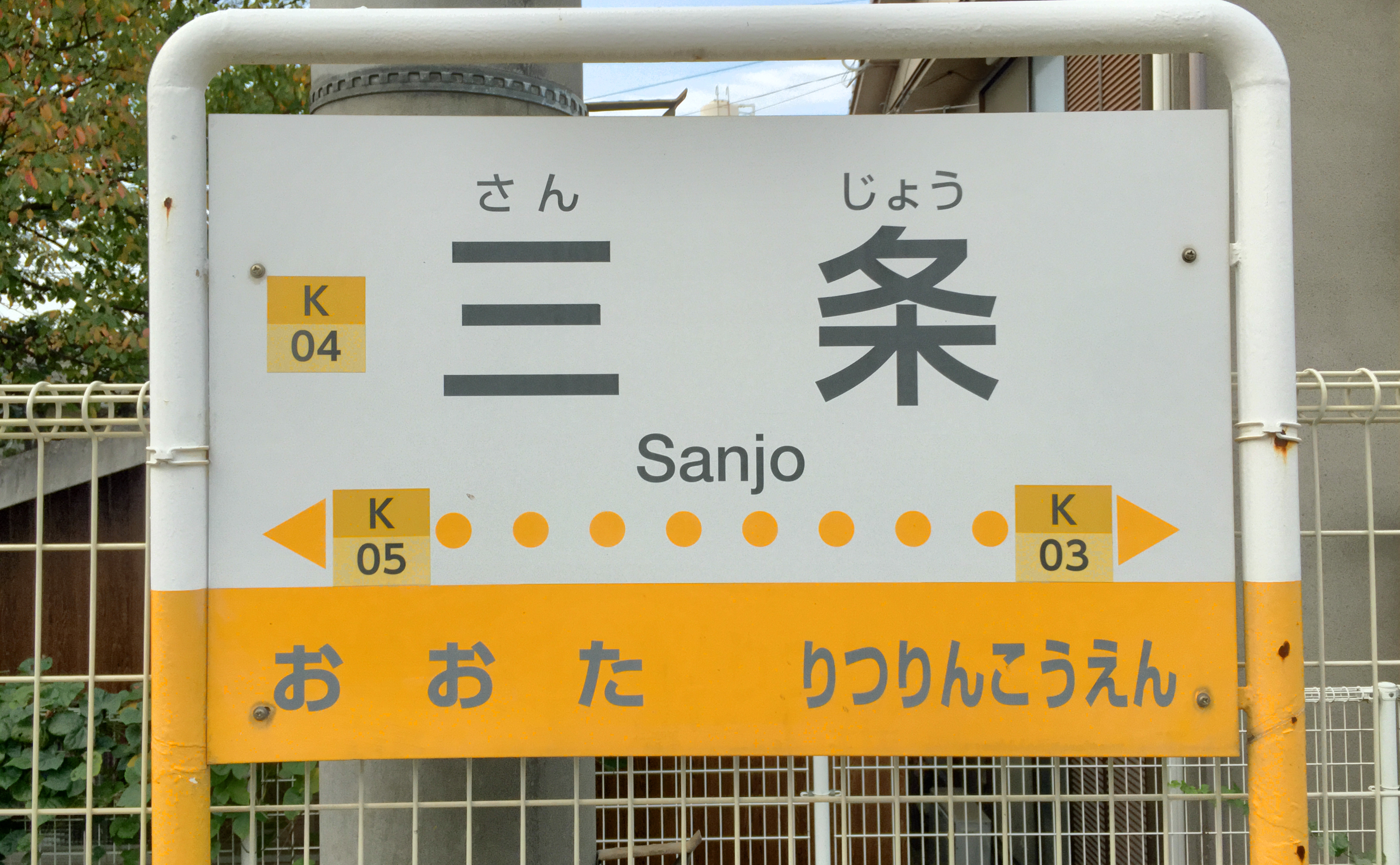
駅名標（2014年10月）

## 利用状況
| 1日乗降人員推移 | 1日乗降人員推移 |
| 年度            | 1日平均人数     |
| --------------- | --------------- |
| 2011年          | 2,182           |
| 2012年          | 2,300           |
| 2013年          | 2,428           |
| 2014年          | 2,450           |
| 2015年          | 2,651           |
| 2016年          | 2,900           |
| 2017年          | 3,060           |
| 2018年          | 3,125           |
| 2019年          | 3,224           |
| 2020年          | 2,403           |

## 駅周辺
- ゆめタウン高松
- 香川県道280号高松香川線
- 四国医療福祉専門学校
- 四国森林管理局香川森林管理事務所
- 瀬戸内海放送高松本社
  - エフエム香川本社

## 歴史
- 1956年（昭和31年）3月1日 開業。
- 2020年（令和2年）11月1日 三条 - 太田間が複線化[3]。
- 2022年（令和4年）4月29日 無人駅となる[1]。

## 隣の駅
高松琴平電気鉄道
■琴平線
栗林公園駅（K03） - 三条駅（K04） - 伏石駅（K04A）